# كيغوما
كيغوما هي مدينة وميناء بحيرة في غرب تنزانيا، على الشاطئ الشرقي لبحيرة تنجانيقا وعلى مقربة من الحدود مع بوروندي. وهي بمثابة عاصمة لمنطقة كيغوما المحيطة ويبلغ عدد سكانها 135,234, وترتفع عن سطح البحر 775 متر.
المدينة التجارية التاريخية أوجيجي تقع 6 كم إلى الجنوب الشرقي من كيغوما.

## التاريخ الحديث
كيغوما كانت تحتضن أحد أكثر الموانئ ازدحاما على بحيرة تنجانيقا، حيث، ولفترة كبيرة كانت الوحيدة التي لديها خط السكك الحديدية يعمل (حيث خط حديد كاليمي في جمهورية الكونغو الديمقراطية لا تعمل) ،فكان يمتد الخط إلى الميناء في دار السلام. ومع ذلك، اعتبارا من عام 2010، لم بعدالخط على قيد العمل. كيغوما ميناء في خليج كيغوما ولها رصيف يمتد على 200 مترا ورافعات عدة مجهز للتعامل مع حاويات الشحن.و مع ذلك، فإن الخليج يعاني من انجراف التربة نتيجة لتآكل التربة من التلال المحيطة بها، وعمق المياه في وارفسايد قد تضاءل في الفترة الماضية من 6 أمتار إلى 1.8 متر وبذلك يهدد المستقبل الاقتصادي للميناء. في أيار / مايو 2007، أعلنت الحكومة التنزانية خطة لإنشاء منطقة اقتصادية في الميناء لتنشيط التجارة.